# 프랑스 학술원
프랑스 학술원( - 學術院, 프랑스어: Institut de France 앵스티튀 드 프랑스[ɛ̃stity də fʁɑ̃s][*])은 1795년 설립된 프랑스의 국립 아카데미 기관이다. 프랑스 학술원은 프랑스의 과학, 문학, 예술 엘리트를 한데 모아, 학문과 예술을 완벽하게 다듬고, 독립적인 사고를 키우며, 정부 기관에 자문을 주는 것을 목표로 한다. 이러한 이유로 프랑스 학술원은 "지성계의 의회"라는 별명을 지닌다. 프랑스 학술원은 국가원수의 보호 아래 파리 6구 콩티 강변에 소재한다.
프랑스 학술원은 5개의 아카데미로 구성되며, 이들의 공식적인 모임은 학술원이 있는 구 콜레주 데 카트르나시옹의 쿠폴라 아래에서 녹의(habit vert)를 입고 행해진다.
- 아카데미 프랑세즈 (회원수 총 40명)
- 금석문·문예 아카데미 (회원수 총 55명)
- 과학 아카데미 (회원수 총 263명)
- 예술 아카데미 (회원수 총 63명)
- 윤리·정치학 아카데미 (회원수 총 50명)

유증과 기부를 받을 수 있는 권한을 지닌 프랑스 학술원은 상, 장학금, 보조금 지급을 통해 연구와 창작을 후원하는 수많은 재단들의 거처이자, 19세기 후부터 상속받은 자산과 수집품과 같은 중요한 유산을 보호하는 이들의 안식처이다.

## 같이 보기
- 왕립학술원(en:Royal Institution, 영국)
- 스페인 왕립 학술원